# بوصير قيصري
البوصير القيصري (باللاتينية: Verbascum caesareum) نوع نباتي يتبع جنس البوصير من الفصيلة الغدبية.

## الموئل والانتشار
موطنه بلاد الشام وتركيا.